# Australian Open de 1999
O Australian Open de 1999 foi um torneio de tênis disputado nas quadras duras do Melbourne Park, em Melbourne, na Austrália, entre 18 e 31 de janeiro. Corresponde à 31ª edição da era aberta e à 87ª de todos os tempos.

## Finais

### Profissional
| Categoria | Evento    | Campeã(s)(o/ões)               | Vice-campeã(s)(o/ões)             | Resultado                 | Chave(s)  | Chave(s)       |
| --------- | --------- | ------------------------------ | --------------------------------- | ------------------------- | --------- | -------------- |
| Simples   | Masculino | Yevgeny Kafelnikov             | Thomas Enqvist                    | 4–6, 6–0, 6–3, 7–6        | principal | qualificatório |
| Simples   | Feminino  | Martina Hingis                 | Amélie Mauresmo                   | 6–2, 6–3                  | principal | qualificatório |
| Duplas    | Masculino | Jonas Björkman Patrick Rafter  | Mahesh Bhupathi Leander Paes      | 6–3, 4–6, 6–4, 106–7, 6–4 | principal | principal      |
| Duplas    | Feminino  | Martina Hingis Anna Kournikova | Lindsay Davenport Natalia Zvereva | 7–5, 6–3                  | principal | principal      |
| Duplas    | Misto     | Mariaan de Swardt David Adams  | Serena Williams Max Mirnyi        | 6–4, 4–6, 7–65            | principal | principal      |

### Juvenil
| Categoria | Evento    | Campeã(s)(o/ões)                  | Vice-campeã(s)(o/ões)              | Resultado | Chave(s)  | Chave(s)       |
| --------- | --------- | --------------------------------- | ---------------------------------- | --------- | --------- | -------------- |
| Simples   | Masculino | Kristian Pless                    | Mikhail Youzhny                    | 6–4, 6–3  | principal | qualificatório |
| Simples   | Feminino  | Virginie Razzano                  | Katarína Bašternáková              | 6–1, 6–1  | principal | qualificatório |
| Duplas    | Masculino | Jürgen Melzer Kristian Pless      | Ladislav Chramosta Michal Navrátil | 6–1, 6–1  | principal | principal      |
| Duplas    | Feminino  | Eleni Daniilidou Virginie Razzano | Natalie Grandin Nicole Rencken     | 6–1, 6–1  | principal | principal      |